# Universiteit van Californië - Santa Barbara

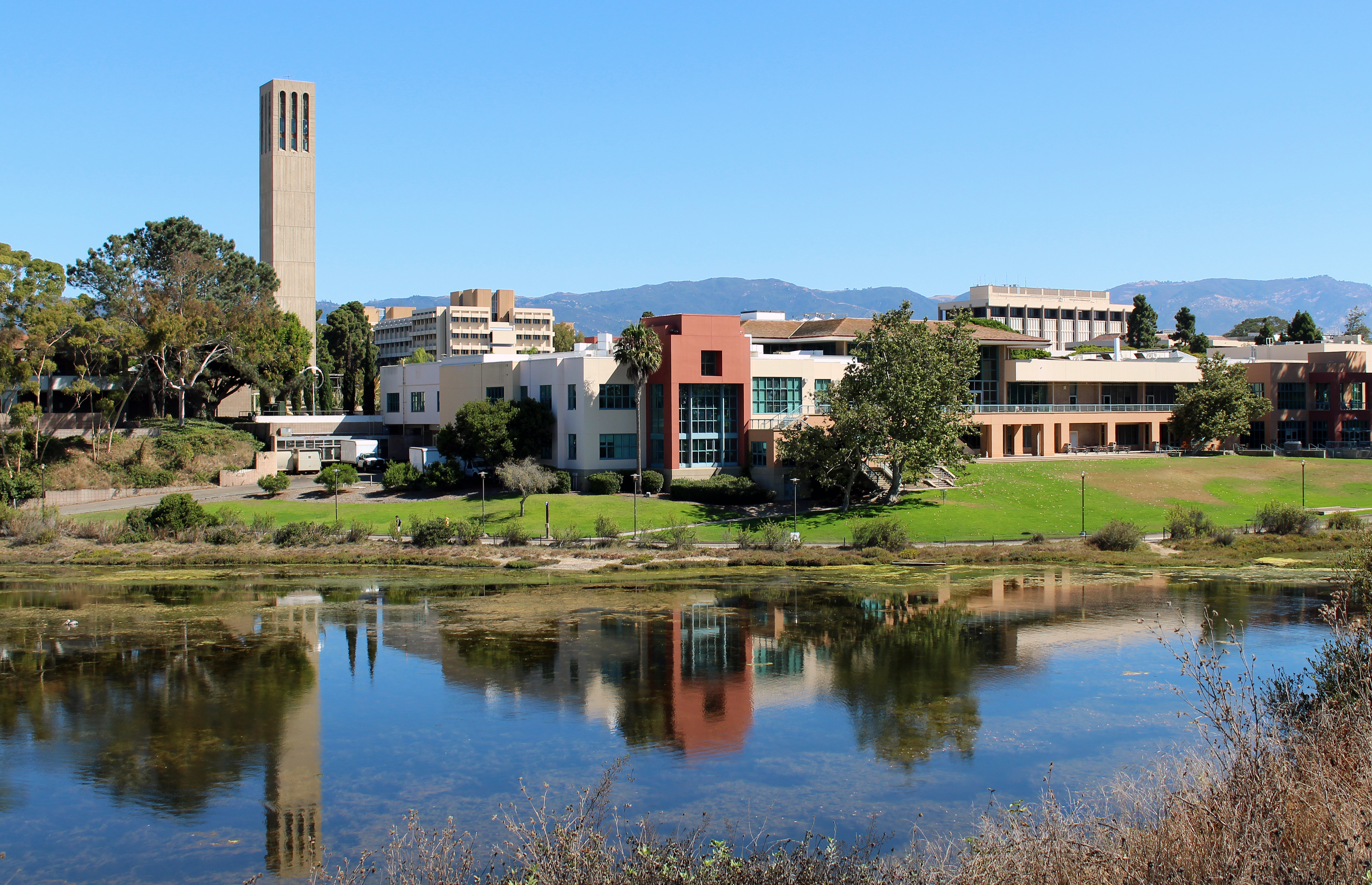
UCSB University Center en Storke Tower

De Universiteit van Californië - Santa Barbara (vaak UCSB) is een van de 10 grote campussen van de Universiteit van Californië.
De campus bevindt zich dicht bij Santa Barbara, in Goleta en werd in 1891 opgericht als Anna Blake School, waar toen economie en toegepaste kunst werd gedoceerd. De instelling werd in 1944 onderdeel van de Universiteit van Californië.
De universiteit is georganiseerd in 3 colleges en 2 schools:
- College of Creative Studies - creatieve vakken zoals muziek en kunst
- College of Engineering
- College of Letters & Science - letteren en wetenschap
- Bren School of Environmental Science & Management - milieuwetenschappen en milieumanagement
- Gevirtz Graduate School of Education - pedagogiek

## Bekendheid
De universiteit is wereldwijd bekend als een van de belangrijkste onderzoekscentra in de exacte wetenschappen en de economie. Voor theoretische fysica is het tot de universiteit behorend Kavli Institute for Theoretical Physics toonaangevend. 
Volgens de Times Higher Education World University Rankings was het in 2011 de op twintig na beste universiteit ter wereld, de Academic Ranking of World Universities plaatste de instelling op 33 wereldwijd in 2011. Tot de academische staf behoren de Nobelprijswinnaars David Gross, Alan Heeger, Walter Kohn, Herbert Kroemer en Finn Kydland en de Fields-medaillewinnaar Michael Freedman. 
Berkeley · Davis · Irvine · Los Angeles · Merced · Riverside · San Diego · San Francisco · Santa Barbara · Santa Cruz